# Nègrepelisse
Nègrepelisse település Franciaországban, Tarn-et-Garonne megyében. Lakosainak száma 5839 fő (2022. január 1.). Nègrepelisse Albias, Bioule, Bruniquel, Cayrac, Montricoux, Saint-Étienne-de-Tulmont, Vaïssac és Puygaillard-de-Quercy községekkel határos.

## Népesség
A település népességének változása:
| Lakosok száma | 5439 | 5597 | 5693 | 5628 | 5642 | 5685 | 5740 | 5743 | 5839 |
|               | 2013 | 2015 | 2016 | 2017 | 2018 | 2019 | 2020 | 2021 | 2022 |